# رمزي صولان
رمزي فتح الدين صولان لاعب كرة قدم سعودي ويلعب في خط الهجوم حالياً مع نادي نجران معار من نادي ضمك.

## مسيرة اللاعب
مثل نادي التهامي في الفئات السنية و انتقل إلى نادي الفيصلي عام 2016 و حقق معهم الدوري الأولمبي عام 2018 و كان أبرز لاعبي الفريق و أعير إلى نادي الباطن مطلع عام 2019 و انتقل إلى نادي ضمك في صيف 2020 و أعير إلى نادي النهضة ونادي نجران.

## روابط خارجية
- رمزي صولان على موقع قاعدة بيانات كرة القدم.إي يو (الإنجليزية)
- رمزي صولان على موقع Soccerway.com (الإنجليزية)
- رمزي صولان على موقع كووورة